# Katłabuh
Katłabuh – osiedle typu miejskiego, znajdujące się w rejonie izmaiłskim obwodu odeskiego Ukrainy.
Osiedle powstało w 1815, jako wieś Szykyrly-Kytaj (nazwa ta funkcjonowała do 1940). w 1961 wieś uzyskała status osiedla typu miejskiego. Do 2024 nosiło nazwę Suworowe.
Osiedle leży nad jeziorem Katłabuch, obecnie liczy 4835 mieszkańców. Znajduje się tu stacja kolejowa Kotłabuch, położona na linii z Odessy do Izmaiłu.